# Alonso Fernández Montiel
Alonso Fernández Montiel fue gobernador del Paraguay 1684-1685.
Nacido en Santa Fe. Su abuelo, también llamado Alonso Fernández Montiel fue un conquistador andaluz oriundo de Villa de Baena que llegó a Sudamérica con Juan Ortiz de Zárate, y en 1575 se instaló en Santa Fe de la Vera Cruz, incorporándose posteriormente al cabildo. 
El hijo del conquistador, también del mismo nombre, fue militar y administrador de la Gobernación del Río de la Plata. Su madre fue Juana Belmonte de la Cámara, nacida en Córdoba y era hija de Juan Belmonte Espinosa, oriundo de Cuerva, Toledo y de Micaela Negrete de la Cámara, nacida en Córdoba y descendiente del conquistador sevillano Hernán Mejia de Mirabal y de una indígena de Santiago del Estero.  
Su esposa fue María Mayor de León y Zárate, hija del que fuera gobernador de Paraguay, Sebastián de León y Zárate. Alonso y María Mayor tuvieron cuatro hijos Sebastián, Miguel, Antonio y Juana Fernández Montiel de León y Zárate. 
El tercer Alonso Fernández Montiel ingresó al cabildo de Santa Fe en 1668 y comerciaba yerba mate entre allí y Asunción . En 1673 se casó con la rica hija de Sebastián de León y Zárate, exgobernador del Paraguay. Se instaló en Asunción y pronto fue elegido concejal, y luego vicegobernador de la provincia, con funciones militares y judiciales. En un período de agitación política de 1682 a 1685, estuvo a cargo mientras el gobernador estaba ausente en campañas militares y sirvió como gobernador interino cuando el titular murió. En 1688 obtuvo el cargo en gran medida honorífico de alguacil provincial de la Santa Orden (Inquisición española).
Fernández Montiel también encabezó dos campañas militares contra los pueblos indígenas del Gran Chaco. Poco después del segundo enfermó y falleció en Asunción.
Fernández Montiel tuvo siete hijos. La familia siguió siendo prominente en Asunción hasta el siglo XIX.